# Carl Gottfried Voorhelm Schneevoogt
Carl Gottfried Voorhelm Schneevoogt (Haarlem 1802 – aldaar, 1877) was een plantenkweker, bloembollenteler, muziekpromotor en prentenverzamelaar uit Haarlem, daarnaast vanaf 1855 werkzaam als directeur van Teylers Stichting.

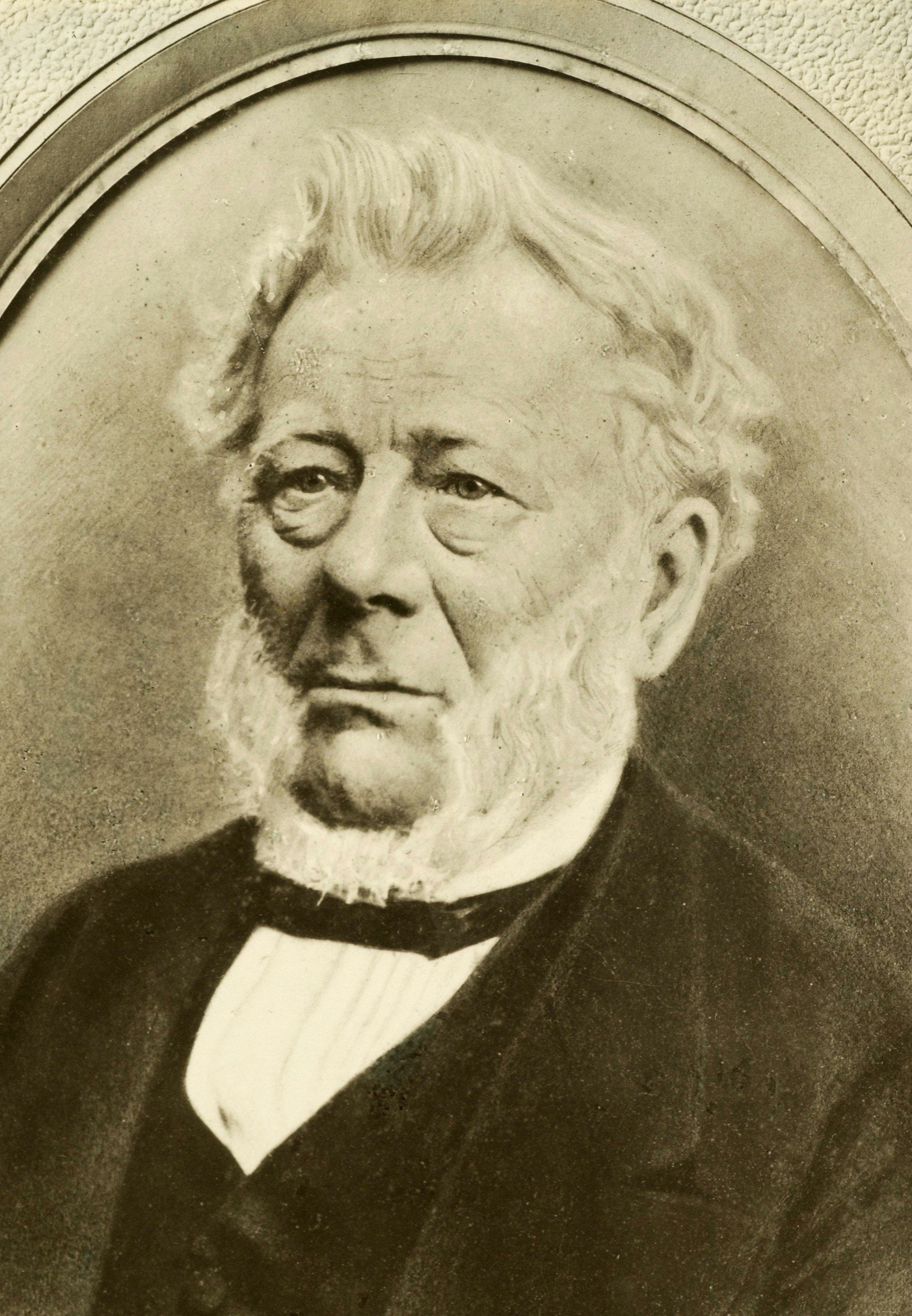
Carl Gottfried Voorhelm Schneevoogt, Noord-Hollands Archief / Beeldcollectie van de gemeente Haarlem, inv.nr. 54-0046031

## Biografie
Carl Gottfried Voorhelm Schneevoogt werd in 1802 in Haarlem geboren. Hij behoorde tot een Doopsgezinde familie die grote naam had verworven in de plantenkwekerij en bloembollenteelt. Zijn vader George Voorhelm Schneevoogt (1775-1850) was de eerste die de achternamen van zowel zijn vader (Gottfried Voorhelm) als zijn moeder (Catharina Schneevoogt) droeg, om de laatste naam voor uitsterven te behoeden. Carl Gottfried trouwde in 1827 met Sita van der Vlugt, afkomstig uit een andere invloedrijke Haarlemse doopsgezinde familie. Zij woonden aan de Nieuwe Gracht. In 1865 overleed Sita, Carl Gottfried verhuisde naar de Grote Houtstraat, waar hij overleed op 24 oktober 1877. Het echtpaar was kinderloos.

## Carrière
In 1830 startte Carl Gottfried zijn eigen kwekerij aan de Kleine Houtweg, ten zuiden van Haarlem. Het bedrijf van zijn vader werd in 1837 geliquideerd en voortgezet door de familie Krelage. In datzelfde jaar fuseerde het bedrijf van Carl Gotfried Voorhelm Schneevoogt met dat van Zocher en Co., een boom- en vaste plantenkwekerij waaraan de bekende tuin- en landschapsarchitect Jan David Zocher jr. (1791-1870) was verbonden. In 1869 werd de firma J.D. Zocher opgericht, een afsplitsing van J.D. Zocher & Voorhelm Schneevoogt.

## Nevenactiviteiten
Het bedrijf van Carl Gottfried Voorhelm Schneevoogt maakte hem een welvarend man. Een groot deel van zijn tijd en kapitaal kon hij besteden aan andere activiteiten. Hij was actief bij de Haarlemse Doopsgezinde Gemeente, de muziekvereniging Toonkunst, was voorzitter-regent van het Sint-Elisabeths Gasthuis in die stad en mededirecteur van Teylers Stichting van 1855 tot zijn overlijden. Na het overlijden van zijn vrouw in 1865 begon hij met het verzamelen van prenten van kunstenaars die geboren waren of werkzaam waren geweest in Haarlem. Hij verdiepte zich in de prentkunst en gaf in 1873 een beredeneerde catalogus uit over alle naar Peter Paul Rubens gegraveerde prenten, onder de titel Catalogue des estampes gravées d'après P. P. Rubens, avec l'indication des collections où se trouvent les tableaux et les gravures. Deze publicatie is van grote invloed geweest op het onderzoek naar het werk van deze kunstenaar. Tijdens zijn reizen op zoek naar de prenten voor deze catalogus bouwde hij goede relaties op met Europese prentenkabinetten, verzamelaars en handelaars, waardoor hij zijn Haarlemse collectie flink kon uitbreiden, tot meer dan 3000 prenten.

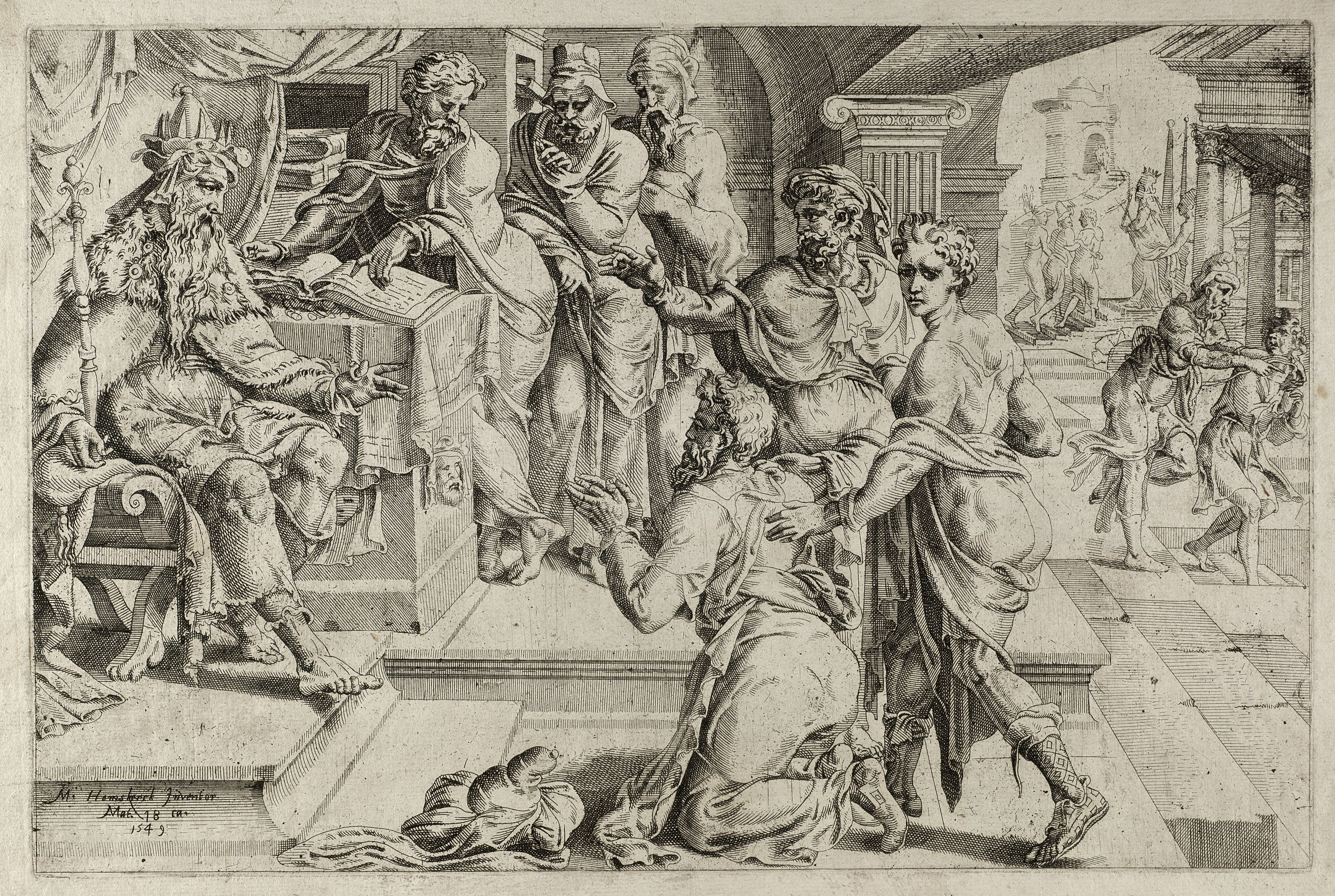
Gelijkenis van de ondankbare knecht. Dirck Volckertsz. Coornhert naar Maarten van Heemskerck, 1549. Noord-Hollands Archief / Collectie C.G. Voorhelm Schneevoogt, inv.nr. 1477-53008594

## Nalatenschap
Carl Gottfried Voorhelm Schneevoogt legateerde zijn collectie aan de gemeente Haarlem, met de bijbehorende kunstkast en een bedrag van fl. 1000, waarvan de rente gebruikt moest worden voor aanvullingen op de collectie. De directeuren van Teylers Stichting kregen het recht op voorkoop en kozen 122 prenten uit voor Teylers Museum. Het legaat aan de gemeente bevatte ook een bedrag van fl. 2000, met de opdracht aan de burgemeester om daarmee een muziekfonds te stichten. Het Haarlemsche Muziekfonds met de doelstelling ´bevordering van de beoefening der muziek te Haarlem, en wanneer de geldmiddelen het later mogten toelaten ook elders´ werd in 1878 opgericht en bestaat nog steeds.
De prentencollectie van C.G. Voorhelm Schneevoogt fungeerde als een van de referentiecollecties voor het bekende naslagwerk op het gebied van de Nederlandse grafische kunst van F.W.H. Hollstein, Dutch and Flemish etchings, engravings and woodcuts 1450-1700, en de opvolger, The New Hollstein, waarvan de delen werden gepubliceerd tussen 1949 en 2010. De prentencollectie bevindt zich in het Noord-Hollands Archief en is geheel gedigitaliseerd.